# Япаджа
„Япаджа“ е местност и малък квартал в град София, България, разположен в район „Кремиковци“, на 8,9 километра източно от центъра на града.
Намира се между Ботевградско шосе, Челопешко шосе и Северната скоростна тангента и граничи с квартал „Батареята“ на юг, а в другите посоки е ограден от невключени в определен квартал територии.